# Janusz Bieniek
Janusz Bieniek (* 20. August 1955 in Kamień Pomorski) ist ein ehemaliger polnischer Radrennfahrer.

## Sportliche Laufbahn
Bienik war im Straßenradsport aktiv und Mitglied er polnischen Nationalmannschaft. 1977 siegte er im Etappenrennen Giro del Bergamasco (ein Etappensieg) vor Orfeo Pizzoferrato. 1976 wurde er Dritter der nationalen Meisterschaft im Einzelzeitfahren. 1981 gewann er die Eintagesrennen Internationale Saarland-Rundfahrt und Rund um Düren. 1983 war er im Gran Premio San Basso und in der Trofeo Adolfo Leoni erfolgreich. 1984 siegte er in der Bergwertung der Polen-Rundfahrt. 1986 und 1987 gewann er Varennes–Vauzelles. Etappensiege holte Bienik in der Polen-Rundfahrt 1976 und 1984, in der Jugoslawien-Rundfahrt 1976, im britischen Milk Race 1977 (zweifach) und in der Vuelta al Táchira 1980. 1979 belegte er in der Luxemburg-Rundfahrt den 5. Platz. Bienik übersiedelte 1981 in die Bundesrepublik Deutschland und startete für den Verein RSG Nürnberg, für den er 1981 vier Siege holte.